# Bürgerhaus Bergischer Löwe

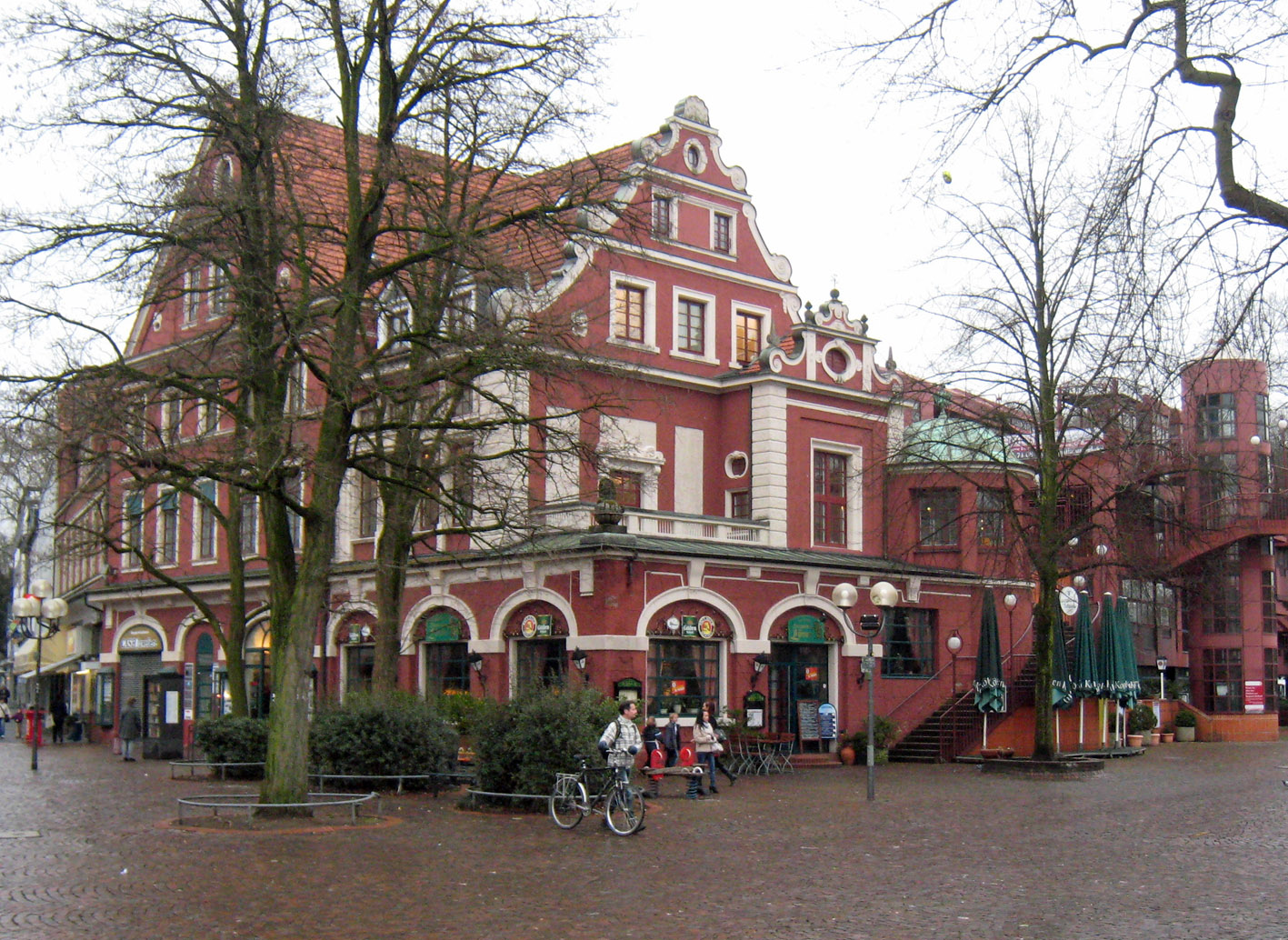
Erhaltener Teil des Bürgerhauses Bergischer Löwe

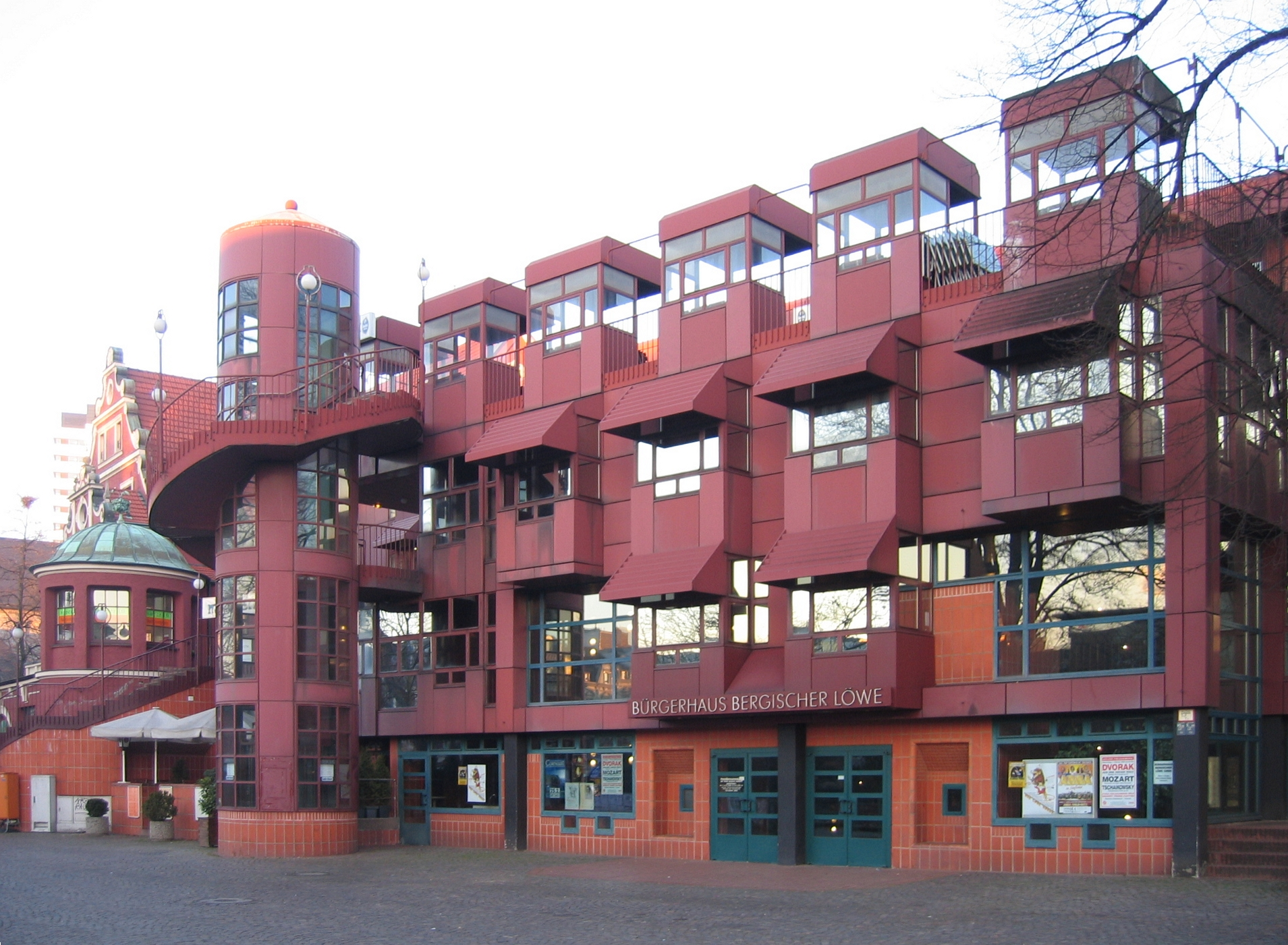
Neuer Teil des Bürgerhauses Bergischer Löwe

Das Bürgerhaus Bergischer Löwe ist eine Gastronomie und ein Veranstaltungszentrum im Stadtteil Stadtmitte von Bergisch Gladbach. Es ist benannt nach dem Bergischen Löwen, dem Wappentier des Herzogtums Berg.

## Geschichte
1903 gründeten 300 Bürger der Stadt die „Casino-Gesellschaft“. In der Marienstraße wurde von Architekt Ludwig Bopp das erste Bürgerhaus der Stadt, der Bergische Löwe, gebaut. Dieser ersetzte das am gleichen Platz stehende Gasthaus Kolter, das 1854 im Auftrag von Claudius Alexander Kolter erbaut worden war. 1904 wurde der Mariensaal errichtet, ein prachtvoller Theaterraum im Jugendstil, benannt nach seiner Stifterin Maria Zanders. 1939 ging der Bergische Löwe in städtischen Besitz über. Nach dem Zweiten Weltkrieg wurde der Saal in ein Kino umfunktioniert, 1952 das Gebäude in ein modernes Bürgerhaus umgewandelt.
1977 wurde der alte Mariensaal abgerissen, und der Kölner Architekt Gottfried Böhm konzipierte einen Neubau des Bergischen Löwen mit einem Saal mit gefliesten Wänden, einer Fassade in Rot und einem Rohrsystem im Innern für die Be- und Entlüftung. Die klassische Fassade wurde durch rot lackierte Blechplatten ersetzt, der Rest der Fassade diesen Platten angepasst. 1980 wurde das neue Haus eröffnet, der alte Teil des Bergischen Löwen ist von Böhm in das neue, multifunktionale Haus integriert worden. Seit 1991 wird das Haus auch für städtische Theateraufführungen genutzt.
Heute wird das Bürgerhaus durch die Bergischer Löwe GmbH betrieben und beherbergt einen großen Saal mit Theaterbühne und absenkbarem Orchestergraben, einen Spiegelsaal und weitere Räume und Foyers, die für Theater-, Ballett- und Opernaufführungen sowie Kongresse, Konzerte, Märkte usw. genutzt werden.
In dem erhaltenen Teil ist von Beginn an eine Gastronomie untergebracht.

## Denkmal
Der Teil des Bürgerhauses von 1903, Hauptstraße 202, 204 und 206, steht als Nr. 40 seit dem 17. August 1983 in der Liste der Baudenkmäler in Bergisch Gladbach. Im Schutzumfang enthalten sind der im Jahr 1854 errichtete Gasthausbau, der 1903 nach Entwürfen Ludwig Bopps überformt und erweitert wurde sowie das 1980 vollendete, nach Plänen Gottfried Böhms errichtete neue Bürgerhaus einschließlich Treppenanlagen, Geländer, Leuchten und Pflanztrögen. Das Bürgerhaus „Bergischer Löwe“ hat eine besondere Bedeutung, da es drei Phasen der Bergisch Gladbach Stadt- und Baugeschichte in einem Gebäude verbindet.